# 윌리엄 F. 그리핀
윌리엄 F. 그리핀(William F. Griffin, ? ~ ?)은 미국의 정치인으로 제6대 루이지애나주 부지사이다.

## 경력
- 1845 ~ 1847 루이지애나 하원의원
- 1850 ~ 1851 루이지애나 하원의원
- 1856.01 ~ 1859 제19대 루이지애나 상원의장
- 1856.01 ~ 1859 제5대 루이지애나 부지사